# Myxozyma mucilagina
Myxozyma mucilagina är en svampart som först beskrevs av Phaff, Starmer, M. Miranda & M.W. Mill., och fick sitt nu gällande namn av Van der Walt, Weijman & Arx 1981. Myxozyma mucilagina ingår i släktet Myxozyma och familjen Lipomycetaceae.   Inga underarter finns listade i Catalogue of Life.